# Скакун піщаний
Скакун піщаний (Cicindela arenaria) — вид жуків з підродини Скакуни.

## Опис
Невеликий жук довжиною тіла 6,5-10 мм, основне забарвлення бронзовозелене, матове. Середина передньоспинки вкрита рідкими білими волосками.Надкрила з грубими пунктирними крапками, двома тонкими зігнутими білими перв'язками і вершинною плямою.

## Спосіб життя
Полюбляє сухі сипучі піски на берегах водойм, насипи, піщані кар'єри. Звичайний на луках, в антропоценозах трапляється рідко.
Личинка мешкає в нірці глибиною до 20 см, виритій у вологому піщаному ґрунті. Імаго активні вдень, іноді можуть летіти на світло, трапляються у травні-вересні, пік чисельності відбувається в червні-липні. Розвиток триває близько 1-2 років. Живиться переважно дрібними коловодними комахами. Жуків поїдають плиски.

## Підвиди
- Cicindela arenaria ssp. arenaria
- Cicindela arenaria ssp. nudoscripta
- Cicindela arenaria ssp. viennensis Schrank, 1781

## Ареал
Поширений від Південної та Центральної Європи Європи до півдня Західного Сибіру та Пінічного Казахстану. В Україні повсюдно, окрім Криму та Карпат поширений підвид C. a. viennensis.

## Охорона
Внесений до Червоної книги Республіки Білорусь. Також внесений до Червоної книги Калузької області Росії.